# Fairchild A-10 Thunderbolt II
Pour les articles homonymes, voir Thunderbolt et A10.
Le Fairchild Republic A-10 Thunderbolt II (de son nom complet), également connu sous le nom de « Warthog » ou « Hog », est un avion américain d'appui aérien rapproché, en service depuis 1975. 
Il fut spécialement conçu pour ce rôle durant la guerre du Viêt Nam à partir des leçons tirées de l'usage du Skyraider. Il est construit autour de son armement principal : le canon automatique de 30 mm GAU-8 Avenger. C'est un avion simple et rustique, qui peut utiliser des aérodromes rudimentaires. Il est résistant, avec notamment un blindage en titane conçu pour résister à un coup direct de la défense antiaérienne comme le ZSU-23-4, et la capacité de rentrer à sa base avec de gros dégâts comme avec un de ses deux turboréacteurs à double flux hors service. Il a prouvé qu'il était économique, robuste et efficace pour attaquer la plupart des cibles au sol, en particulier les chars d'assaut et les véhicules blindés, et son retrait du service, plusieurs fois envisagé, n'est plus à l'ordre du jour avant 2028 ou 2029.

## Conception et développement
Le 6 mars 1967, l'USAF proposa à 21 constructeurs aéronautiques de lancer une étude pour son programme Attack Experimental (ou A-X) d'avion d'attaque au sol peu coûteux. Six compagnies répondirent à l'appel, dont Fairchild et Northrop, qui reçurent des contrats pour construire des prototypes.
En 1969, l'ingénieur Pierre Sprey et ses collègues John Boyd, Everest Riccioni et Harry Hillaker, formant le groupe familièrement appelé Fighter Mafia (en), précisèrent les caractéristiques voulues de l'appareil. Il s'agissait de tenir compte des leçons de la guerre du Viêt Nam. Les jets tels que le F-100 Super Sabre, le F-105 Thunderchief et le F-4 Phantom II se sont avérés inefficaces la plupart du temps pour un appui aérien rapproché, car pas assez maniables et trop rapides pour bien viser. Plus lents, les chasseurs-bombardiers A-1 Skyraider avaient été plus efficaces, mais durement touchés par les canons de DCA, les missiles sol-air nord-vietnamiens, et même les tirs improvisés d'armes légères. Enfin, bombes et missiles air-sol avaient montré une précision décevante. L'avion à concevoir serait donc spécialisé dans l'attaque au sol, armé principalement d'un canon capable de détruire ses cibles, et assez maniable même à des vitesses relativement basses pour donner au pilote le temps matériel de viser avec la précision requise. Surtout il devrait être robuste, capable même en étant très endommagé de ramener le pilote indemne à sa base. Enfin, l'armée voulait un appareil économique, facile à entretenir et réparer,  pour offrir un fort taux de disponibilité au moindre coût.
Le premier vol du prototype YA-10A de Fairchild eut lieu le 10 mai 1972. Le 10 janvier 1973, l'A-10 fut déclaré vainqueur de la compétition face au Northrop A-9. Les premiers A-10A furent livrés en octobre 1975 à la base aérienne Davis-Monthan, dans l'Arizona.
De 1975 à 1984, 715 appareils (dont un biplace) furent construits pour l'USAF. L'assemblage se faisait à Hagerstown, dans le Maryland, les ailes étant fabriquées à Long Island et le fuselage à Farmingdale (New York).
L'A-10 Thunderbolt II a cependant été assez fraîchement accueilli dans les forces aériennes américaines. Du côté de la fighter mafia qui avait été à l'origine du concept en poussant la logique d'un avion dédié au support aérien, on aurait préféré un engin encore plus minimaliste, sans bombes et missiles sol-air jugés inutiles et dangereux en exposant l'appareil à une riposte de la DCA. D'autre part, il existait au sein de l'Air Force une tendance à laisser le travail d'appui au sol à la branche aérienne des forces terrestres, l'US Army Aviation, qui avait développé à cette fin des hélicoptères, tels l'AH-1 Cobra puis l'AH-64 Apache.
De nombreux appareils ont été convertis en observateurs avancés (OA-10A) par de très légères modifications, cette désignation étant abandonnée dans les années 1990/2000. Boeing, en partenariat avec Korea Aerospace Industries, avait prévu de livrer 233 A-10 avec des ailes neuves entre 2012 et 2018, et prévu qu'ils resteront en service jusqu'en 2040.

## Caractéristiques

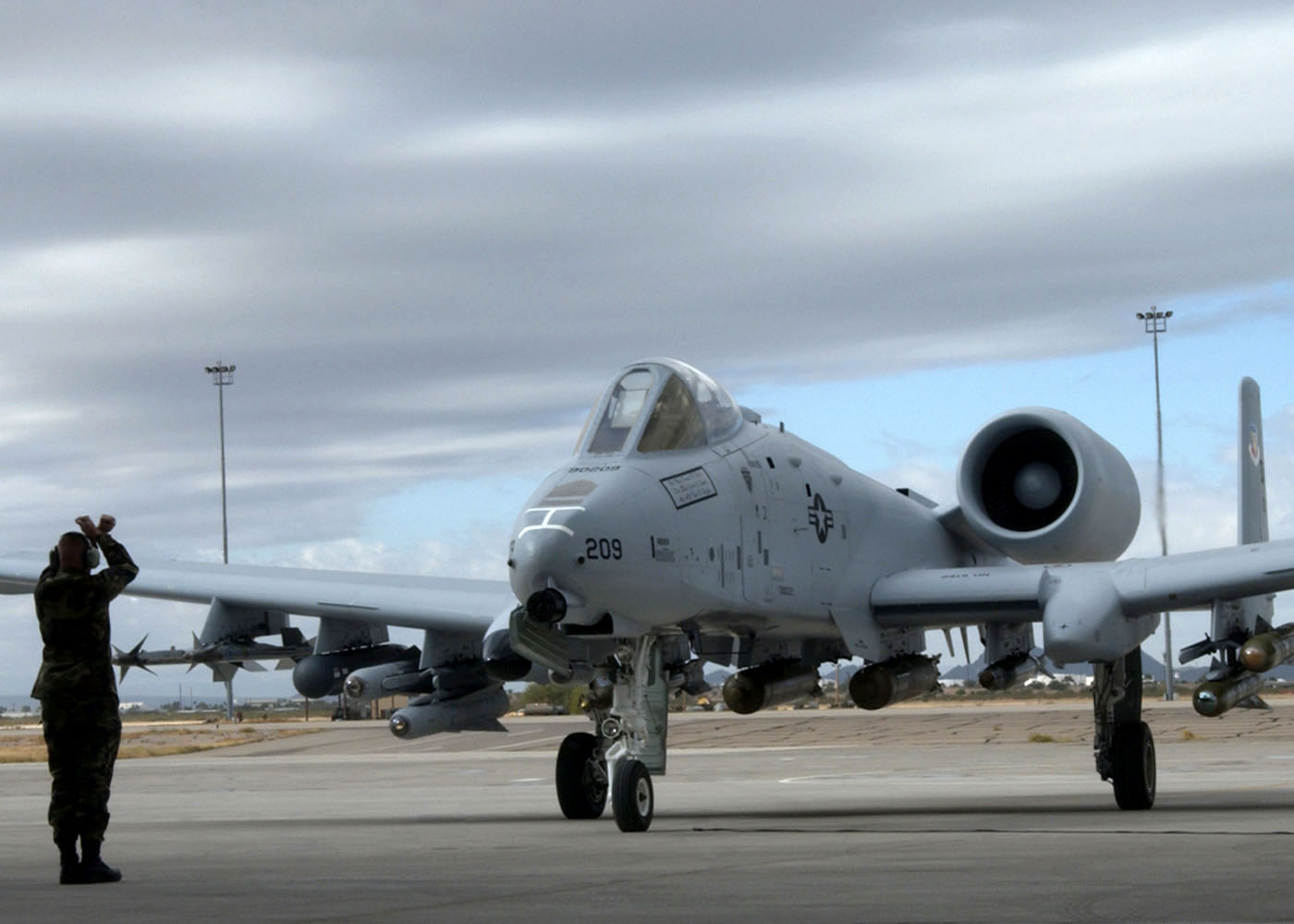
Un nouvel A-10C arrive à Davis-Monthan AFB, le 29 novembre 2006.

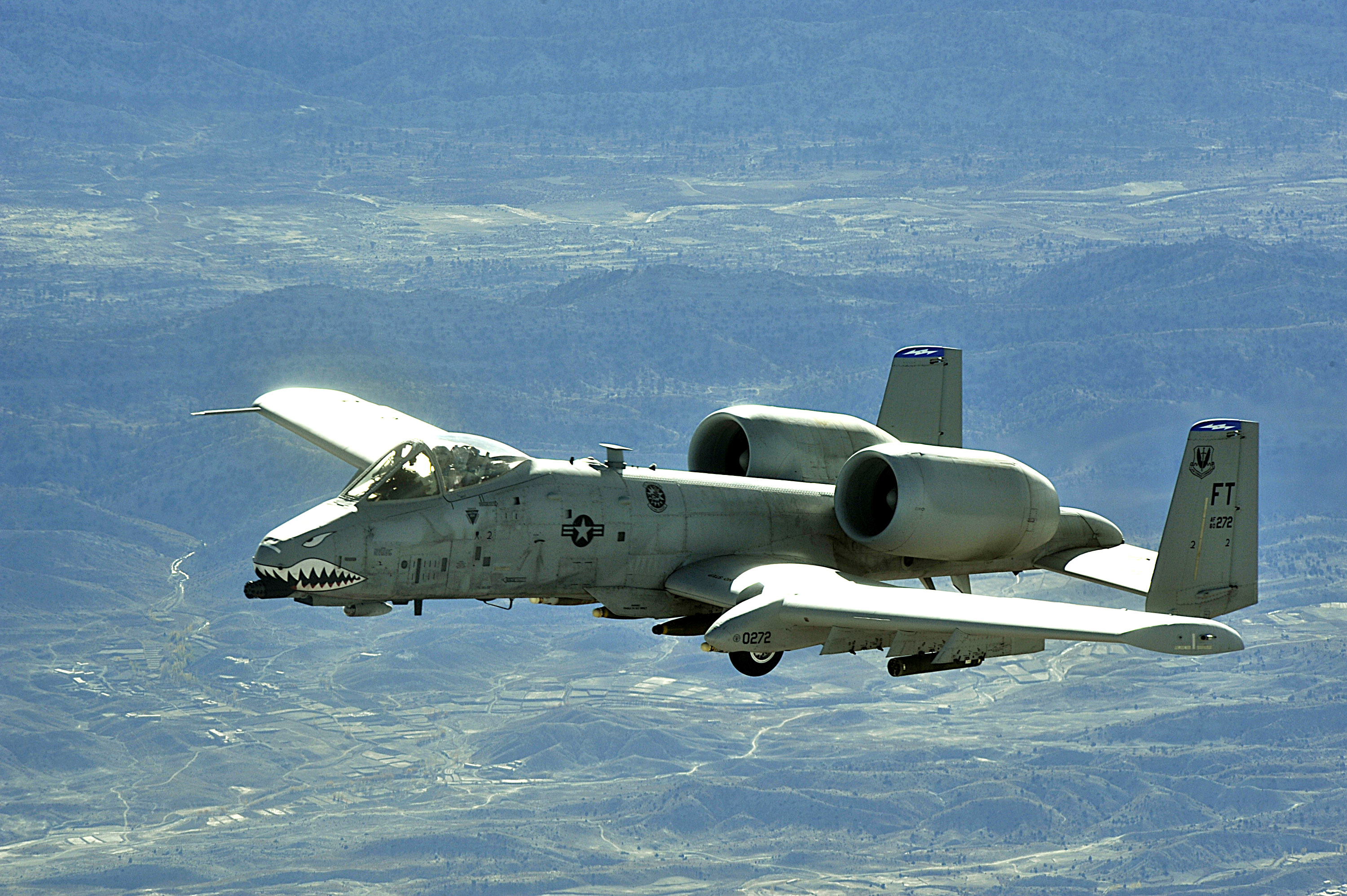
Un A-10 en mission au-dessus de l'Afghanistan.

Un des grands avantages de l'A-10 est son excellente manœuvrabilité à basse vitesse et basse altitude, et la grande précision de son armement. C'est aussi un avion particulièrement robuste, conçu pour optimiser ses chances de survie.
Les pièces de l'appareil sont facilement interchangeables (gauche et droite), même les moteurs, le train d'atterrissage, les dérives, et les ailerons. Ses Turboréacteurs, identiques à ceux du S-3 Viking, sont très écartés afin de réduire la probabilité qu'ils soient touchés simultanément tandis que la double dérive cache leur chaleur aux systèmes thermographiques adverses. La position haute de ces moteurs diminue également les risques d'absorption de corps étrangers quand l'appareil décolle de terrains sommaires. L'habitacle et les systèmes de contrôle vitaux sont entourés par 540 kg de blindage en titane, dont la forme rappelle celle d'une baignoire. Ce blindage est capable de résister à des obus perforants de 23 × 152 mm, voire des explosions d'obus de 57 mm. La partie frontale de la verrière est capable de résister à des impacts d'armes légères de petit calibre et pour éviter les éclats, les parois intérieures de l'habitacle sont tapissées de plusieurs couches de nylon. Tous les systèmes hydrauliques sont doublés de commandes manuelles, pour permettre au pilote de se poser en cas de problème : en l'absence de système informatique, et comme l'appareil est particulièrement stable (à l'exception d'une légère instabilité en tangage), il peut être piloté manuellement, contrairement aux chasseurs actuels, qui sont étudiés pour être instables (afin d'améliorer leur maniabilité en combat serré)[réf. nécessaire]. Le réservoir de kérosène est protégé par une mousse auto-obturante, qui a la propriété de colmater les trous de l'intérieur en cas d'impact. Elle est fabriquée de telle sorte que celui-ci n'explose pas sous les tirs. Le système est complété par deux extincteurs au halon.
L'avionique comprend les communications, des systèmes de navigation inertielle, un contrôle de tir et un système d’approvisionnement des armes, une aide à l'acquisition des objectifs et des lunettes de vision de nuit. L'affichage tête haute (Head Up Display, ou HUD) fournit de nombreuses indications telles que la vitesse, l'altitude, l'angle d'assiette, des informations de navigation ou bien encore l'état des armes. Enfin, des missions de nuit peuvent être exécutées à l'aide de lunettes de vision de nuit dont sont alors munis les pilotes. L'A-10 peut également gérer des systèmes de contremesures électroniques sous forme d'une nacelle externe (voir photo). Le GPS a été installé sur tous les modèles. Bien qu'il ne soit pas équipé à l'origine d'un système autonome de désignation des cibles par laser (sauf pour la version A-10C, dernière livrée, qui peut emporter une nacelle lantirn), il peut par contre détecter le faisceau d'un autre appareil ou d'une équipe au sol via son récepteur AN/AAS-35 Pave Penny, et donc lâcher des armements guidés.
Il peut voler à moins de 300 m d’altitude avec une visibilité allant jusqu'à 2,4 km[réf. nécessaire]. Ses décollages et atterrissages courts (au lancement du projet, les exigences pour le décollage sont de moins de 4 000 pieds (env. 1 300 m) à charge maximale,, et sa course de décollage avec une charge de 7 225 kg est effectivement de 1 220 m) lui permettent d'opérer à proximité des lignes de front. L'avion peut également utiliser des pistes mal préparées, grâce à un train d'atterrissage robuste et à un risque réduit d'ingestion de débris par les moteurs du fait de leur position haute.

### Le canon

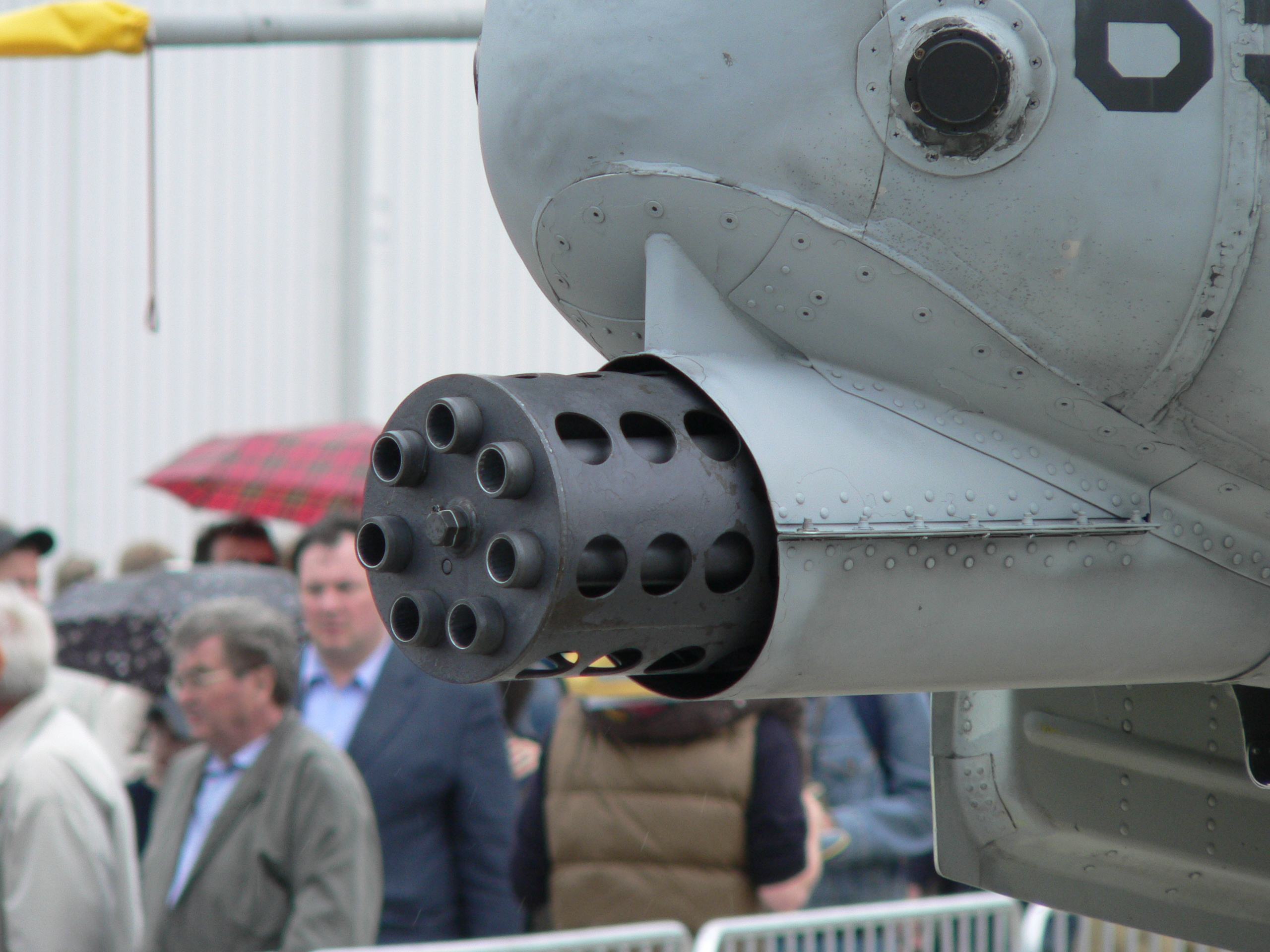
L'aspect du canon du A-10.

Le canon GAU-8 Avenger de calibre 30 mm peut tirer jusqu’à 3 900 projectiles à la minute (soit 65 obus par seconde). Originellement, il pouvait tirer aux rythmes de 4 200 (haute cadence de tir) et 1 800 coups à la minute (basse cadence). Cependant, la cadence de 4 200 coups par minute a été ramenée à 3 900 coups par minute au début des années 1980, et la cadence de 1 800 coups par minute a été supprimée (il a été jugé inutile de prendre plus de temps pour mettre le même nombre d'obus dans la cible).
Le canon tire un « mélange de combat » d'obus à la fois perforants/incendiaires et explosifs/incendiaires, dans un ratio de 5:1, soit cinq obus perforants en uranium appauvri avec pointe gainée au béryllium pour un obus hautement explosif. La munition PGU-13/B HEI (High Explosive Incendiary) est plutôt destinée aux véhicules légers et aux bâtiments, tandis que la PGU-14/B API (Armor Piercing Incendiary) possède une enveloppe légère contenant un barreau d'uranium appauvri qui lui donne une grande capacité de pénétration car l'uranium a une masse volumique nettement plus importante que l'acier ou le cuivre. De plus, il forme sous l'effet du fort échauffement compressif à l'impact un mélange eutectique avec le fer dont le point de fusion est extrêmement bas - ce qui fait fondre le blindage de la cible). Le barreau d'uranium appauvri a en outre un pouvoir pyrogène naturel au contact de l'oxygène, ce qui renforce les effets incendiaires de la rafale. L'énergie du barreau à la bouche du canon est de 210 000 joules. Enfin, la munition d'exercice PGU-15/B TP (Target Practice), utilisée pour l'entraînement des pilotes, simule le comportement balistique de la PGU-13/B. La portée efficace avec les munitions développées dans les années 2000 est de 3 220 mètres et la portée limite est à environ 6 km.
Bien qu'une rafale courte (une seconde) de ce canon comporte au minimum 65 obus, son taux de dispersion assez élevé nécessite de « cribler » la cible avec un nombre plus important de munitions. La charge de combat standard de l'A-10 étant de 1 100 obus, celui-ci peut tirer un peu moins de 17 secondes à plein débit et a donc la possibilité de « traiter » ses cibles plus longuement que ne le ferait un chasseur (qui ne peut tirer en général que deux à trois secondes au total). Avantage du nombre pour l'un, avantage de la précision pour les autres, les deux s'équilibrent, mais il reste à l'A-10 le fait que ces munitions puissantes sont des « tueuses de blindés » bien que ne pouvant percer le blindage frontal d'un char de combat. Le bruit perçu au sol du GAU/8, très caractéristique et puissant, a un effet psychologique non négligeable, comparable à celui des sirènes des Stuka. La force de recul du GAU-8 est de 45 kN, ce qui est légèrement supérieur à la poussée de l'un de ses deux propulseurs TF34, qui est de 40,6 kN chacun. Malgré cette force de recul très importante, en pratique, l'utilisation du canon ralentit l'avion de seulement quelques km/h.
Enfin, la munition tirée est différente de celle des canons M-230 de l'AH-64 Apache ou 30M781 de l'EC 665 Tigre. En effet, il s'agit d'un obus de 30 × 173 mm pour le GAU-8 et de 30 × 113 mm pour les autres. Celle du Rafale F3 est encore différente, puisqu'il s'agit de la 30 × 150 mm.
On peut voir dans l'A-10 un descendant moderne du Hs 129 de la Luftwaffe ou du Breguet Br.693 de l'armée de l'air française, dont il reprend l'architecture autour du canon massif.

### Les points d'emport
L'A-10C dispose de 11 points d'emport; 8 sous les ailes, et 3 sous le fuselage, permettant d'attacher les munitions et équipements suivants :
Roquettes
- Roquettes Hydra-70 dans les paniers LAU-61 ou LAU-68 (19 et 7 roquettes par panier respectivement) ;
- Roquettes avec un kit de guidage laser Advanced Precision Kill Weapon System (APKWS) déployées sur A-10 à partir de 2016[15]

Bombes
- Bombes non guidées de la famille Mk 80 : Mk 82 de 500 livres et Mk 84 de 2 000 livres, y compris version freinée Mk 82 AIR par ballute BSU-49/B ;
- Bombes à sous-munitions CBU-52/CBU-58/CBU-71, Mk 20 Rockeye II, CBU-87 Combined Effects Munition, CBU-89 Gator et CBU-97 Sensor Fuzed Weapon ;
- Bombes à guidage laser de la famille Paveway : GBU-10 et GBU-12 Paveway II ;
- Bombes à guidage GPS de la famille JDAM (Joint Direct Attack Munition) : GBU-38, et variante Laser JDAM GBU-54 ;
- Bombes à guidage inertiel de la famille WCMD (Wind Corrected Munitions Disperser) ;
- Bombes GBU-39 Small-Diameter Bombs (SDB) de 250 livres, pouvant, à partir de 2023, être montées à 4 par point d'emport grâce à un rack BRU-61[16]

Missiles
- Missiles air-sol AGM-65 Maverick  ;
- Missiles air-air AIM-9 Sidewinder à courte portée et guidage infrarouge pour l'autodéfense de l'avion ;

Nacelles
- Nacelle de contremesures électroniques AN/ALQ-131 ou AN/ALQ-184 ;
- Nacelle de désignation de cibles Litening II ou Sniper XR ;
- Nacelle SUU-42 de fusées éclairantes visibles LUU-2 ou infrarouges LUU-19 ;

Autres
- 2 réservoirs auxiliaires de 600 gal US (2 000 litres).

## Variantes
- YA-10A : Désignation des deux prototypes (immatriculés « 71-1369 » et « 1370 ») en compétition avec l'YA-9A de Northrop ;
- A-10A : Version de série initiale de l'avion ;
- N/AW A-10 : Night/Adverse Weather, version biplace pour l'attaque de nuit ou par mauvais temps, construite avec les seuls fonds de la firme à partir de l'A-10A. Les différences sont l'empennage, qui augmente de 0,51 m, et la masse, qui augmente de 950 kg. Il n'a jamais été produit ;
- A-10B : Projet d'une version d’entraînement biplace fondée sur la cellule du N/AW A-10. Projet annulé ;
- A-10C : Nouvelle version de l'A-10, en service depuis 2006. Il s'agit d'un A-10A avec une avionique beaucoup plus évoluée.

Une variante chasseur de tornade, convertie à partir d'un appareil réformé en 2013, est opérationnelle depuis 2014. En 2011, la National Science Foundation a donné 10,9 millions de dollars américains au Center for Interdisciplinary Remotely-Piloted Aircraft Studies (en) afin qu'elle réalise cette conversion. Les travaux ont finalement coûté 13 millions.

## Engagements
Dans les années 1970, les militaires américains prévoyaient d'utiliser les A-10, considérés comme la meilleure arme antichar, pour contrer une attaque de blindés soviétiques en Europe de l'Ouest. Il est alors prévu, dans les années 1980, de déployer 68 A-10 sur chacune des six bases opérationnelles avancées en Allemagne de l'Ouest, en cas de guerre avec le Pacte de Varsovie.

### Guerre froide
Les états-majors prévoyaient alors que, si les A-10 étaient entrés en action, 7 % des appareils auraient été perdus par 100 sorties. Comme il était attendu que chaque pilote effectue plus de quatre missions par jour, chaque base aurait dû en théorie générer plus de 250 sorties par jour. Au taux de pertes attendu (peut-être sous-estimé), au moins 10 A-10 de chaque base auraient été abattus par jour. À ce rythme, en moins de deux semaines, toute la force d'A-10 de l'époque - autour de 700 avions - aurait été détruite et les pilotes tués, blessés, capturés ou tout au moins très « secoués ».
Dans le calcul de la planification d'une éventuelle Troisième Guerre mondiale, on considérait que sacrifier une flotte entière d'avions de combat et tous ses pilotes dans l'objectif de la destruction de plusieurs divisions blindées soviétiques était stratégiquement acceptable.

### Guerre du Golfe
Engagé par l'armée américaine pendant la guerre du Golfe en 1991, l'A-10 a obtenu un taux de disponibilité opérationnelle de 95,7 %, et a effectué 8 100 sorties de combat. Principale plateforme de tir du missile air-sol AGM-65 Maverick, avec 90 % des tirs effectués, il a montré une grande efficacité en détruisant 1 000 chars d'assaut, 2 000 véhicules militaires et 1 200 pièces d'artillerie. Seulement sept A-10 ont été perdus, ce qui a été très inférieur aux prévisions[réf. nécessaire].

### Guerre du Kosovo
L'A-10 a également été engagé durant la guerre du Kosovo en 1999 avec prudence, la politique de l'administration Clinton visant à ne pas subir de pertes. Le terrain encaissé et boisé du Kosovo constituait à coup sûr un environnement beaucoup plus risqué pour un appareil évoluant si près du sol, et qui ne peut ni se camoufler derrière le relief, ni passer sous les radars de conduite de tir aussi facilement que les hélicoptères[réf. nécessaire].

### Guerre d'Afghanistan
Réemployé avec moins de contraintes durant la guerre en Afghanistan lors de l'opération Anaconda en 2002, il a connu de nombreux succès opérationnels[Lesquels ?]. Mais il a été écarté de la première partie des opérations aériennes. Certains[Qui ?] pensent que le commandement américain hésitait à engager l'A-10 ailleurs que sur des théâtres d'opérations où le rapport de forces est dissymétrique, et où les canons antiaériens et les missiles sol-air restent rares[pourquoi ?].

### Guerre d'Irak
Cet avion a encore été utilisé pendant la guerre d'Irak en 2003. Sur 60 A-10 déployés durant « l'opération Liberté irakienne », un seul a été abattu tard dans cette phase du conflit, près de l'aéroport international de Bagdad. Ils ont tiré 311 597 obus de 30 mm, contre 16 901 obus pour tous les autres avions américains réunis. Les troupes au sol, lors de leurs demandes de soutien aérien, ont explicitement réclamé un A-10 dans 80 % des cas[réf. nécessaire].

### Coalition arabo-occidentale en Irak et en Syrie
De 2015 à 2017, il est utilisé dans la lutte contre l'État islamique et frappe en Irak et en Syrie.

### Guerre russo-ukrainienne: nouvelle présence en Europe
L'avion a été retiré du théâtre européen en 2013 à la suite de l'effondrement de l'URSS intervenu en 1991. Cependant, dix appareils ont été redéployés en mai 2022 en Europe à la suite de l'invasion de l'Ukraine par la Russie déclenchée en février 2022, afin de mener des exercices dans les différents pays membres de l'OTAN, dont la Pologne et les trois pays baltes : la Lettonie, la Lituanie et l'Estonie,.
Des tests de tirs effectués au Nevada Test and Training Range du 14 au 25 février 2022, ont prouvé à nouveau les capacités de combat de l'A-10 contre les blindés qui même équipés d'un blindage réactif, ont été mis hors de combat. Cet essai a également permis de confirmer que le missile air-sol antichar AGM-65L et la roquette AGR-20E restaient également efficaces.

## Durée de service
Son coût par heure de vol est estimé, en 2016, à 6 000 $, inférieur à celui des autres avions de combat américains. De plus, les coûts de développement de cet appareil ancien sont amortis depuis longtemps. Pourtant, le département de la Défense des États-Unis envisage régulièrement de le retirer du service pour faire des économies et en raison de son ancienneté.
Le programme Joint strike fighter, lancé dans les années 1990, exprime la tendance multirôle, dont l'appui au sol : le rôle du A-10 serait repris par le nouvel appareil. Mais le programme prend du retard.
Le A-10 est également menacé par la concurrence des hélicoptères, mais les déboires de l'AH-64 Apache durant la guerre du Kosovo (1998-1999) sauvent le A-10 une première fois, et le choix est fait de plutôt le moderniser. Un programme démarré en 2007, alors que la flotte est à cette date d'environ 350 appareils en service, le modernise entièrement et le fait passer en version A-10C, pour un coût de 13 millions de dollars l'unité.
Au début des années 2010, le programme Joint strike fighter a avancé. Le département de la Défense prévoit que le F-35 remplacera le A-10, mais le Congrès des États-Unis s'y oppose. Au 30 septembre 2010, 334 exemplaires étaient en parc dans l'USAF.
En février 2012 fut annoncé le retrait du service, dans le cadre de fortes réductions de l'ordre de bataille, de 102 exemplaires d'ici 2017, l'immense majorité étant retirée durant l'année fiscale 2013,. Au 15 janvier 2014, 202 étaient en dépôt au 309th Aerospace Maintenance and Regeneration Group.
En novembre 2015, 280 A-10C étaient encore en service.
Début février 2016, on annonce qu'il ne serait pas mis à la retraite avant au minimum 2022. Un milliard de dollars ont été investis dans la flotte d'A-10, afin de garder celle-ci en état de vol jusqu'en 2028.
Vingt-et-un exemplaires sont retirés du service en 2023 et quarante-deux autres en 2024. Les 218 derniers appareils seront progressivement éliminés de l’inventaire d’ici 2028 ou 2029. L'état-major américain considère que cet avion n'est plus adapté et qu'il est trop spécialisé.

## Culture populaire
L'A-10 apparaît dans diverses œuvres de fiction :

### Littérature
Dans le techno-thriller de Tom Clancy, Octobre rouge, une escadrille de A-10 est employée pour simuler une attaque contre un vaisseau amiral de la flottille russe.

### Cinéma
- Dans Jarhead : La Fin de l'innocence, des A-10 attaquent par erreur un détachement de marines.
- Deux A-10 protègent une escouade américaine contre l'attaque d'un Decepticon dans le film Transformers.
- Dans Terminator Renaissance, une patrouille de A-10 attaque un convoi de prisonniers de Skynet.
- Dans Man of Steel, des A-10 lancent une attaque contre les renégats kryptoniens du Général Zod, sans succès.

### Jeux vidéo
- L'A-10 a été le sujet de plusieurs jeux vidéos de simulation de vol, dont A-10 Tank Killer (1989) et sa suite Silent Thunder: A-10 Tank Killer II (1996), et A-10 Attack! (1995) et sa suite A-10 Cuba! (1996).
- Dans le jeu vidéo de stratégie Empire Earth, le joueur peut construire des chasseurs antichars A-10 durant l'ère atomique - Moderne. Il est efficace contre les chars mais ne peut pas attaquer les bâtiments et les unités aériennes. Il est l'amélioration du chasseur Typhoon.
- L'A-10 est l'avion d'attaque au sol de l'Armée américaine dans l'extension Force Blindée du jeu Battlefield 2, dans Battlefield 3, Battlefield 4 ainsi que dans le mod Desert Combat pour Battlefield 1942.
- Dans le jeu vidéo Call of Duty: Modern Warfare 3, des A-10 soutiennent le joueur durant une mission de la campagne solo.
- Dans le jeu vidéo Call of Duty: Black Ops 2, le Phacochère offre un soutien aérien rapproché pour les joueurs qui ont atteint 1400 points de score.
- Dans le jeu vidéo Call of Duty: Ghosts, des A-10 reconvertis en drones défendent une plage de débarquement contre les troupes de la Fédération au cours de la campagne solo.
- Dans le jeu vidéo Command and Conquer, des A-10 sont utilisés pour larguer du napalm quand la capacité spéciale du GDI, « frappe aérienne »  est utilisée. Des A-10 sont également visibles dans plusieurs cinématiques.
- Dans le jeu vidéo Command and Conquer: Generals et son extension Heure H, l'une des capacités du général américain est d'ordonner un bombardement de précision par des A-10.
- Il est présent dans le jeu Frontlines: Fuel of War, où il est l'avion d'attaque au sol de la Coalition occidentale sous le nom de AB-11.
- Dans le mode de jeu en ligne de Grand Theft Auto V, le B-11 Strikeforce est une réplique de l’A-10.
- Dans le simulateur de vol de combat Digital Combat Simulator, l'A-10C II Tank Killer est disponible à l'achat en tant que nouveau module, remplaçant l'ancien, devenu obsolète[32].
- Dans la série de jeux ARMA.
- Dans Squad
- Dans War Thunder[33], depuis la mise à jour « Wind of Change ».
- Dans U.N. Squadron, l'un des avions jouables est un A-10.
- Dans Ace Combat 7: Skies Unknown, il est reconnu comme l'un des bombardiers les plus efficace du jeu.
- Dans deux des jeux de base et en contenu additionnel d'un troisième de la série de jeux Saints Row, sous le nom de AB Destroyer[34].

### Aéronefs comparables
- Son homologue soviétique Soukhoï Su-25
- Le Northrop YA-9
- Iliouchine Il-102